# Козлов, Андрей Игоревич
Андре́й И́горевич Козло́в (род. 4 апреля 1954, Молотов) — российский антрополог, специалист в области медицинской антропологии. Доктор биологических наук (2004), кандидат медицинских наук (1986).

## Биография
В 1977 году окончил Пермский медицинский институт по специальности «врач (лечебное дело)». В 1977—1981 годах работал врачом-терапевтом больниц Перми и Пермской области.
В 1981—1984 годах работал ассистентом кафедры анатомии и физиологии Пермского педагогического института и вёл семинар по функциональной анатомии и спортивной антропологии. В 1984—1987 годах работал ассистентом кафедры топографической анатомии и оперативной хирургии Пермского медицинского института и вёл семинар по топографической анатомии. В 1986 году защитил диссертацию на соискание учёной степени кандидата медицинских наук.
В 1987—1992 годах был заведующим лабораторией медицинской антропологии Тюменского государственного медицинского института. Читал лекции по медицинской антропологии и вёл семинар по анатомии человека.
С 1991 года — научный руководитель Инновационной лаборатории АрктАн-С (Москва).
В 1996—2005 годах — профессор кафедры экологии человека Международного независимого эколого-политологического университета, с 2005 года — заведующий той же кафедрой.
С 1999 года — руководитель лаборатории «Сула Лаб» (Балчик, Болгария).
В 2004 году защитил диссертацию на соискание учёной степени доктора биологических наук по теме «Лактазная недостаточность (первичная гиполактазия) в различных группах населения Евразии».
Заведующий лабораторией Института возрастной физиологии РАО (c 2005).
Ведущий научный сотрудник Центра традиционной культуры природопользования Российского научно-исследовательского института культурного и природного наследия имени Д. С. Лихачёва.
Приглашённый лектор Университета Калабрии (Ренде, Италия, 2000—2006) и Университета Оулу (Финляндия, 2004). Основные преподаваемые дисциплины: экология человека, экология питания, адаптивный прессинг и стресс при «модернизации».
С 2008 года — член редколлегии журнала International journal of circumpolar health (США).
Автор более 100 научных работ, в том числе 11 монографий.

## Научная деятельность
В сферу научных интересов входят: антропология питания, влияние «модернизации» на здоровье, влияние социально-экономических и средовых стрессоров на коренное и мигрантное население, физическая антропология.
Занимается исследованиями в области физической и медицинской антропологии коренного населения Урала, Сибири, Дальнего Востока и Европейского Севера; антропологии и генетики населения бывшего СССР.

## Исследовательские проекты
- 1987—1992 — Морфофункциональные и физиологические характеристики коренного и пришлого населения Западной Сибири (Сибирское отделение Академии медицинских наук СССР).
- 1991—1994 — Медицинская антропология коми-пермяков (Инновационная лаборатория АрктАн-С).
- 1994 — Люди северного оленя (антропология кольских саамов) (Международный научный фонд).
- 1995 — Кружка молока (малабсорбция лактозы у населения Севера России) (Фонд Джона и Кэтрин Макартуров).
- 1997 — Печальная Арктика (медицинская антропология Российского Севера) (Фонд Джона и Кэтрин Макартуров).
- 1999 — Популяционная и медицинская генетика закавказских популяций (Грант научного сотрудничества НАТО (ИЛ АрктАн-С, Москва; 2-й Римский университет «Tor Vergata», Италия; и Медицинский университет Баку, Азербайджан)).
- 2000—2001 — «Модернизационный стресс» у коренного населения Севера России (Фонд Джона и Кэтрин Макартуров).
- 2000—2006 — Представление генетического разнообразия населения России в банке ДНК (2-й Римский университет «Tor Vergata», Италия; и ИЛ АрктАн-С, Москва).
- 2002—2005 — Питание и здоровье коренного населения Севера (NUHIP) (Международный арктический научный комитет (IASC)).
- 2004—2006 — Изменение пищевых предпочтений в популяциях Восточной Сибири (Грант научного сотрудничества НАТО (совместно с Университетом Калабрии, Италия, и Сула Лаб, Болгария)).
- 2005—2007 — Сравнительное исследование особенностей питания и популяционно-генетических характеристик этнотерриториальных групп, относящихся к различным адаптивным типам (руководитель проекта) (Российский фонд фундаментальных исследований (РФФИ)).

## Участие в творческих и общественных организациях
- Член Европейской антропологической ассоциации (European Anthropological Association)[1]
- Член Международного общества изучения социальных проблем Арктики (International Arctic Social Society)[1]
- Член Русского географического общества[1]

## Прочее
В свободное время занимается переводами и редактированием военно-исторической литературы и изготовлением фигурок солдатиков в масштабе 1:35.

### Монографии
- Козлов А. И. Гиполактазия: распространенность, диагностика, врачебная тактика. — М., АрктАн-С, 1996. — 70 с.
- Козлов А. И., Лисицын Д. В., Вершубская Г. Г., Курсулис А. Кольские саамы: результаты медико-антропологического изучения. — М., АрктАн-С, 1997. — 62 с.
- Козлов А. И., Вершубская Г. Г. Медицинская антропология коренного населения Севера России. — М., Изд-во МНЭПУ, 1999. — 288 с.
- Kozlov A., Lisitsyn D. History of dairy cattle-breeding and distribution of LAC*R and LAC*P alleles among European populations. In: C.Renfrew & K.Boyle (Eds.). Archaeogenetics: DNA and the population prehistory of Europe. McDonald Institute for archaeological Research, Cambridge, 2000. 309—313.
- Алексеева Т. И., Козлов А. И., Курбатова О. Л., Прохоров Б. Б., Ревич Б. А., Талаева Ю. Г., Татевосов Р. В., Шакин В. В. Экология человека. — М., Изд-во МНЭПУ, 2001. — 440 с.
- Козлов А. И. Экология питания. — М., Изд-во МНЭПУ, 2002. — 184 с.

### Отчёты
- Козлов А. И., Вершубская Г. Г., Лисицын Д. В. Предварительные результаты медико-антропологического изучения популяции коми-пермяков. — М., АрктАн-С, Серия технических докладов 01-95. 1995. — 30 с.
- Вершубская Г. Г., Печёнкина Е. А., Козлов А. И. Асимметрия качественных признаков дерматоглифики как показатель давления среды в пренатальном онтогенезе. ИЛ «АрктАн-С», Серия технических докладов 02-95. — М., АрктАн-С, 1995. — 20 с.
- Козлов А. И., Вершубская Г. Г., Козлова М. А., Шмитт Л. Модернизационный стресс у коренного населения Севера Западной Сибири. ИЛ «АрктАн-С», Серия технических докладов 01-2002 (препринт). — М., 2002. — 27 с.

### Статьи
- Жвавый Н. Ф., Козлов А. И., Кудряшов С. И. Топографическая и количественная характеристика жировой ткани у некоторых аборигенов Сибири (женщины). Архив анатомии, гистологии и эмбриологии, 1989, 97(7): 85-89.
- Никитюк Б. А., Козлов А. И. Новая техника соматотипирования. В сб.: Новости спортивной и медицинской антропологии (под ред. Б. А. Никитюка). М., Спортинформ, 1990, вып.3. 121—141.
- Жвавый Н. Ф., Козлов А. И., Кондик В. М. Лактазная недостаточность у представителей некоторых народностей Сибири. Вопросы питания, 1991, 5. 32-35.
- Козлов А. И. Человек в условиях Сибири и Заполярья: медико-антропологический аспект. В сб.: Новости спортивной и медицинской антропологии. М., Спортинформ, 1991, вып.5. 11-21.
- Козлов А. И., Шереметьева В. А., Кондик В. М. Исследование лактазного полиморфизма у представителей различных этнотерриториальных групп. Биологические науки, 1992, 1: 64-68.
- Kozlov A. Physical development of children in different Ural-Siberian populations. In: Somatotypes of Children. Tartu, 1993. 27-29.
- Козлов А. И., Чистикина Г. Л., Вершубская Г. Г. Оценочные таблицы наружных акушерских размеров таза женщин детородного возраста различных этнических групп населения Тюменской области и Ханты-Мансийского округа. Тюмень, ИЛ «АрктАн-С» и Кафедра акушерства и гинекологии Тюменского мединститута, 1993. 13 с.
- Козлов А. И., Вершубская Г. Г. Пропорции тела: зависимость от структуры брачных отношений? В сб.: Женщина в аспекте физической антропологии. М., РАН, Ин-т этнол. и антропол., 1994. 51-56.
- Козлов А. И., Чистикина Г. Л., Вершубская Г. Г. Этническая изменчивость акушерских размеров таза. В сб.: Женщина в аспекте физической антропологии. М., РАН, Ин-т этнол. и антропол., 1994. 110—116.
- Kozlov A. The phenocline of primary hypolactasia in Finno-Ugrian populations. Papers on Anthropology VI. Univ. of Tartu, Centre of Physical Anthropology. Tartu, 1995. 111—115.
- Kozlov A., Lisitsyn D. «The Milk habit» (hypolactasia) in Finno-Ugrian peoples: A crossroad of physical anthropology, ethnology and linguistics. Finnisch-Ugrische Mitteilungen, 1996, Band 18/19: 67-81.
- Kozlov A., Vershubsky G. Ecotypological approach to the investigation of Uralic peoples. Papers on Anthropology VII. University of Tartu, Centre of Physical Anthropology. Tartu, 1997. 198—207.
- Хить Г. Л., Долинова Н. А., Козлов А. И., Вершубская Г. Г. Угры Оби и уральская раса: дерматоглифический аспект. Вестник антропологии. РАН, Ин-т этнологии и антропологии. Вып. 2. 1996. 111—128.
- Козлов А. И., Лисицын Д. В. Гиполактазия в различных этнотерриториальных группах саамов. Этнографическое обозрение, 1997, 4: 122—126.
- Kozlov A., Lisitsyn D. Hypolactasia in Saami subpopulations of Russia and Finland. Anthrop.Anz., 1997, Jg.55 (3/4): 281—287.
- Kozlov A. I. Hypolactasia in the indigenous populations of Northern Russia. Intern.J.Circumpolar Health, 1998, 57: 18-21.
- Козлов А. И., Балановская Е. В., Нурбаев С. Д., Балановский О. П. Геногеография первичной гиполактазии в популяциях Старого Света. Генетика, 1998, 34(4): 551—561.
- Kozlov A. I., Vershubsky G. G. The morphological peculiarities of the populations of Eastern and Western Siberia. Anthropological Sciences, 1998, 106(3): 245—252.
- Malaspina P., Kozlov A., Cruciani F. et al. Analysis of Y chromosome variation in modern populations at the European-Asian border. In: Late prehistoric exploitation of the Eurasian Steppe. The McDonald Institute for archaeological Research, Cambridge. 2000, Volume II. 295—301.
- Козлов А. И., Вершубская Г. Г. Влияние «модернизации» на здоровье аборигенов Севера России. В сб.: Экология человека: от прошлого к будущему (тезисы Всероссийской научной конференции). М., МНЭПУ, 2000. 92-93.
- Pechenkina E. A., Benfer R. A. (Jr.), Vershoubskaya G. G., Kozlov A. I. Genetic and environmental influence on the asymmetry of dermatoglyphic traits. American Journal of Physical Anthropology, 2000, 111 (4): 531—544.
- Malaspina P., Kozlov A., Cruciani F. et al. Analysis of Y chromosome variation in modern populations at the European-Asian border. Late prehistoric exploitation of the Eurasian Steppe. The McDonald Institute for archaeological Research, Cambridge. 2000, Volume II. 295—301.
- Malaspina P., Cruciani F., Santolamazza P., Torroni A., Pangrazio A., Akar N., Bakalli V., Brdicka R., Jaruzelska J., Kozlov A., Malyarchuk B., Mehdi S. Q., Michalodimitrakis E., Varesi L., Memmi M. M., Vona G., Villems R., Parik J., Romano V., Stefan M., Stenico M., Terrenato L., Novelletto A., Scozzari R. Patterns of male-specific inter-population divergence in Europe, West Asia and North Africa. Ann. Hum. Genet., 2000, 64: 395—412.
- Hollox E., Poulter M., Zvarik M., Ferak V., Krause A., Jenkins T., Saha N., Kozlov A., Swallow D. Lactase haplotype diversity in the Old World. Am. J. Hum. Genet., 2001, 68: 160—172.
- Malaspina P., Tsopanomichalou M., Duman T., Stefan M., Silvestri A., Rinaldi B., Garcia O., Giparaki M., Plata E., Kozlov A. I., Barbujani G., Vernesi C., Papola F., Ciavarella G., Kovatchev D., Kerimova M. G., Anagnou N., Gavrila L., Veneziano L., Akar N., Loutradis A., Michalodimitrakis E. N., Terrenato L., Novelletto A. A multistep process for the dispersal of a Y chromosomal lineage in the Mediterranean area. Ann. Hum. Genet., 2001, 65 (4): 339—349.
- Kozlov A. I. Whaling products as an essential element of indigenous diet in Chukotka. Paper SC/54/023 of International Whaling Commission, Scientific Committee meeting (Cambridge, UK, April 2002). 17 pp.
- Vershubsky G., Kozlov A. Reference values of body mass at birth among native northern population of Russia. Intern. J. Circumpol. Health, 2002, 61(3): 245—250.
- Kozlov A., Vershubsky G., Kozlova M. Stress under modernization in indigenous populations of Siberia. Intern. J. Circumpol. Health, 2003, 62(2): 158—166.
- Kozlov A. I., Zdor E. V. Whaling products as an element of indigenous diet in Chukotka. Anthropology of East Europe Review, 2003, 21 (1): 127—137.
- Козлов А. И., Вершубская Г. Г. Морфо-функциональные характеристики представителей популяций Урала и Сибири, относящихся к различным экотипам. Горизонты антропологии: Тр. Междунар. научной конференции памяти акад. В. П. Алексеева. — М., Наука, 2003. — С. 499—503.
- Вершубская Г. Г., Козлов А. И. На солнечной поляночке: эритемная радиация и первичная гиполактазия. В сб.: Экология и демография человека в прошлом и настоящем. М., Ин-т археологии РАН, 2004. 57-59.
- Kozlov A. I. Impact of economic changes on the diet of Chukotka natives. Intern. J. Circumpol. Health, 2004, 63(3):235-242.